# Joodse begraafplaats (Utrecht)
De Joodse begraafplaats van Utrecht ligt aan het Zandpad bij huisnummer 2. De begraafplaats, het poortgebouw en het metaheerhuisje zijn rijksmonumenten.

## Geschiedenis
Tot 1789 mochten joden niet in de stad Utrecht wonen, maar er wel handel drijven. Zij vestigden zich in naburige plaatsen als Maarssen en werden daar ook begraven. In 1792 kreeg Utrecht een synagoge aan de Springweg, in 1808 werd de begraafplaats aangelegd.
De begraafplaats is in 1889 uitgebreid met onder meer een poortgebouw naar ontwerp van de architect Albert Nijland. In 1935 is de begraafplaats gerestaureerd en in 1990 gedeeltelijk gerenoveerd. Hij is nog steeds in gebruik. Er staan ongeveer achthonderd grafstenen.
In de Tweede Wereldoorlog is een groot deel van de Utrechtse joodse gemeenschap weggevoerd en omgekomen in kampen. Ter herinnering aan hen staat op de begraafplaats een herdenkingsmonument. De tekst luidt:
Ter herinnering aan de meer dan 1000 joodse mannen vrouwen en kinderen uit Utrecht en omgeving die gedurende de jaren van de Tweede Wereldoorlog door de vijand om hun jood-zijn werden omgebracht.

## Fotogalerij

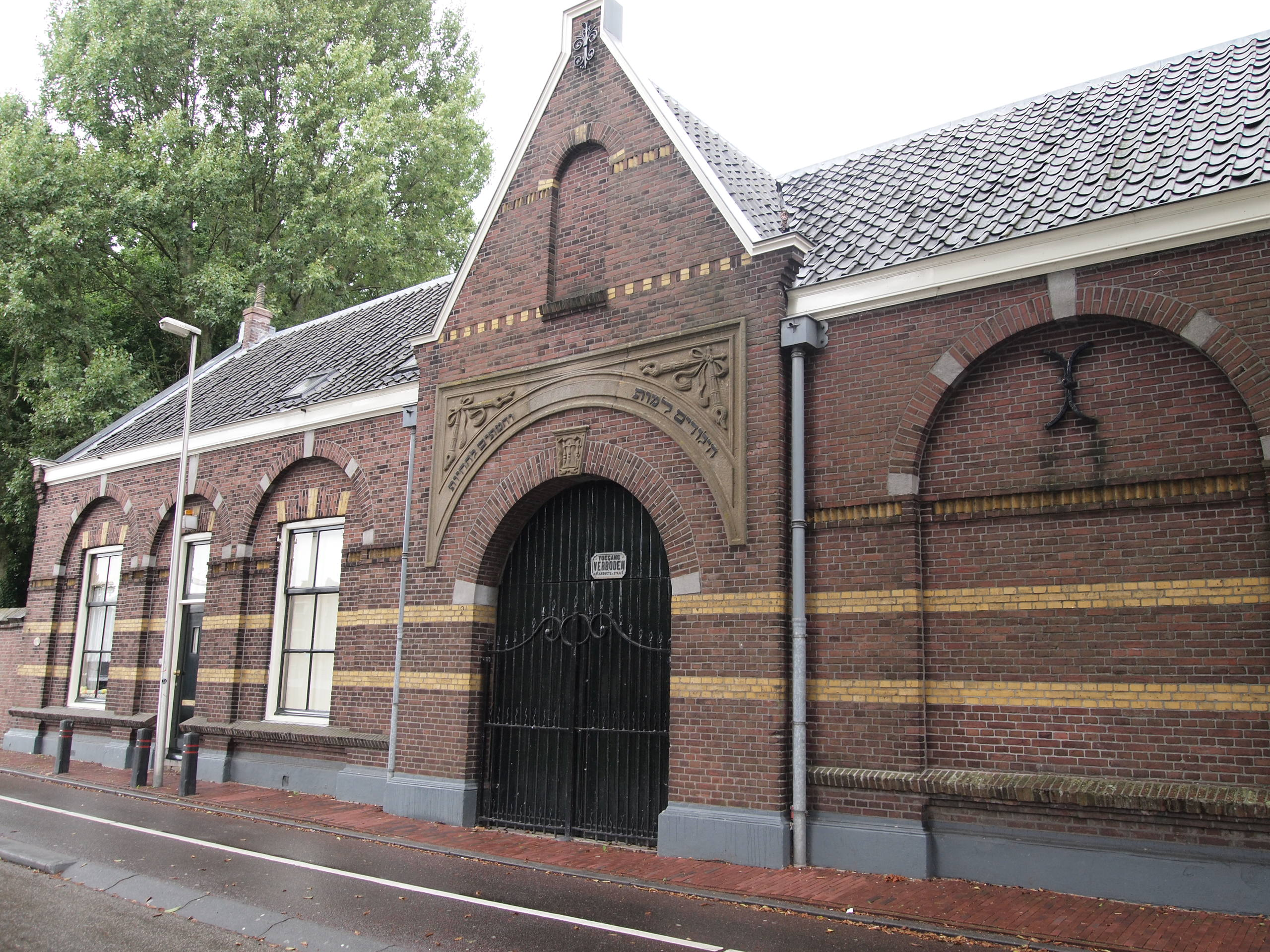
Poortgebouw
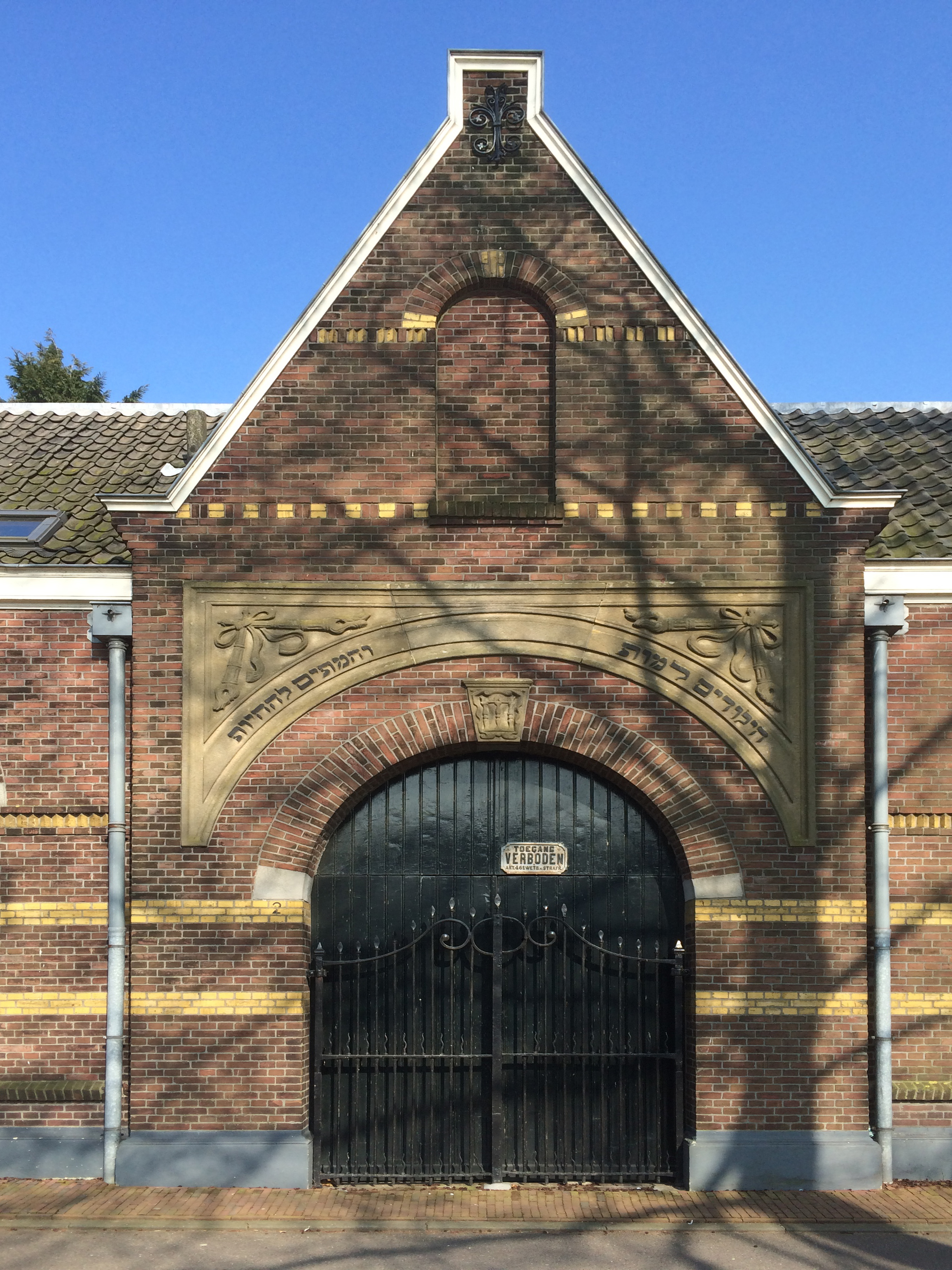
Poortgebouw met Hebreeuwse inscriptie boven de ingang
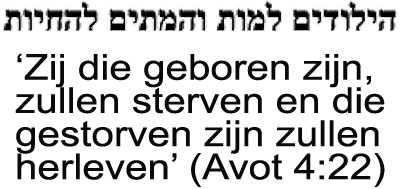
Hebreeuwse tekst in fries boven de ingang
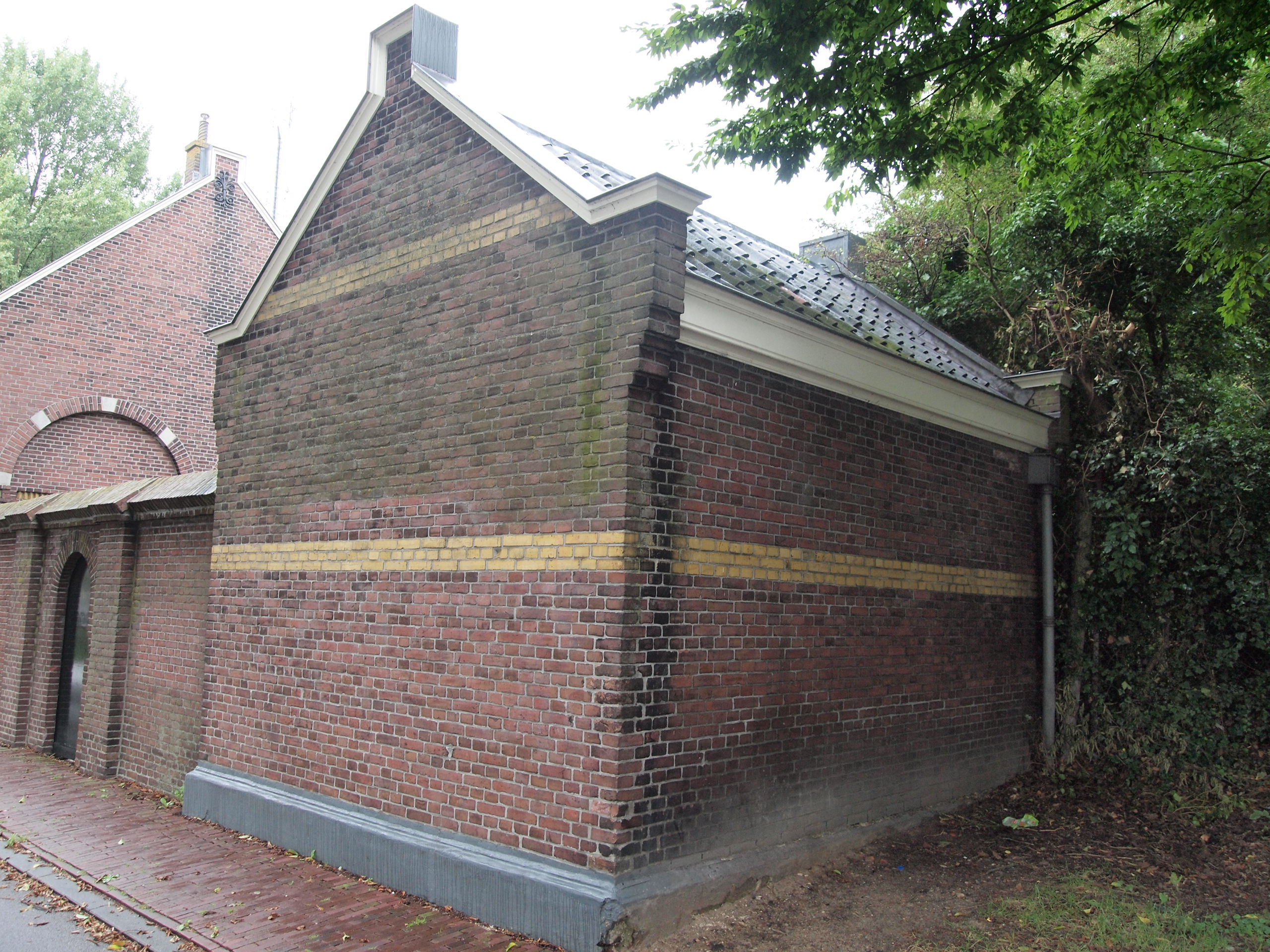
Metaheerhuisje
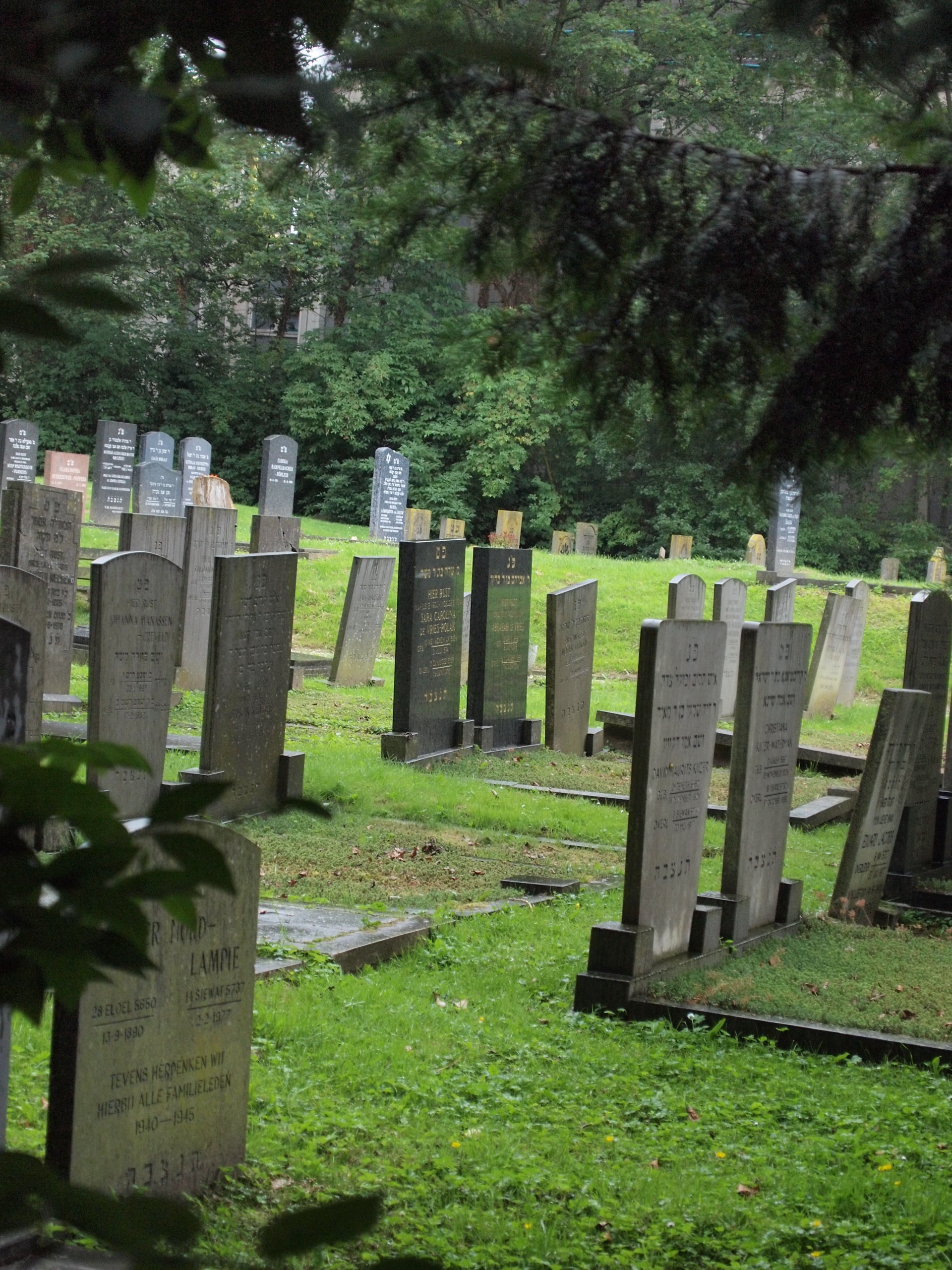
Grafstenen
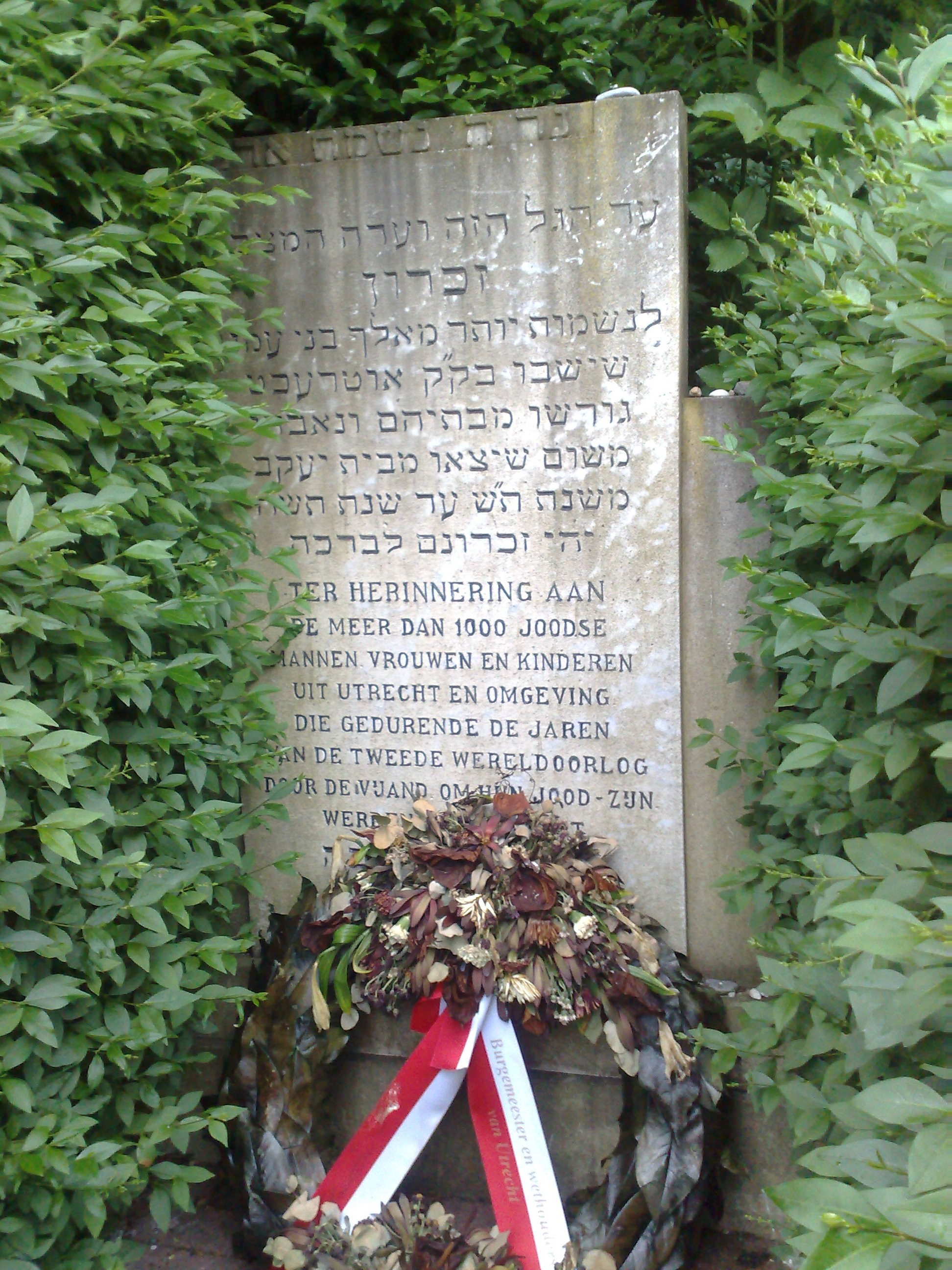
Monument